# 第3次池田内閣 (改造)
第3次池田改造内閣（だいさんじいけだかいぞうないかく）は、池田勇人が第60代内閣総理大臣に任命され、1964年（昭和39年）7月18日から同年11月9日まで続いた日本の内閣。
前の第3次池田内閣の改造内閣である。

## トピックス
1964年（昭和39年）7月10日に自由民主党総裁選挙が施行され、池田勇人が佐藤栄作を破って総裁三選を果たしたことを受けて行われた内閣改造である。
第3次池田改造内閣時代のトピックスとしては、
1. 9月7日に国際通貨基金・世界銀行合同総会が、アジアで初めて日本（東京都）で開催された。
2. 9月30日、義宮正仁親王と津軽華子との結婚の儀が執り行われ、常陸宮家が創立された。
3. 10月1日、東京駅 - 新大阪駅間の高速鉄道である東海道新幹線の開業。
4. 10月10日から10月24日まで東京オリンピックが開催された。

ことが挙げられる。
そして東京オリンピックが閉幕した翌日の10月25日に、内閣総理大臣の池田勇人が闘病生活に入ることを理由として退陣を表明した。

## 国務大臣
| 職名                            | 氏名       | 画像 | 所属                           | 特命事項                                            | 備考                |
| ------------------------------- | ---------- | ---- | ------------------------------ | --------------------------------------------------- | ------------------- |
| 内閣総理大臣                    | 池田勇人   |      | 衆議院 自由民主党 （池田派）   |                                                     | 自由民主党総裁 再任 |
| 国務大臣                        | 河野一郎   |      | 衆議院 自由民主党 （河野派）   | 東京オリンピック担当 内閣総理大臣臨時代理（副総理） | 転任                |
| 法務大臣                        | 高橋等     |      | 衆議院 自由民主党 （池田派）   |                                                     | 初入閣              |
| 外務大臣                        | 椎名悦三郎 |      | 衆議院 自由民主党 （川島派）   |                                                     | 再入閣              |
| 大蔵大臣                        | 田中角栄   |      | 衆議院 自由民主党 （佐藤派）   |                                                     | 再任                |
| 文部大臣 科学技術庁長官         | 愛知揆一   |      | 衆議院 自由民主党 （佐藤派）   | 原子力委員会委員長                                  | 再入閣              |
| 厚生大臣                        | 神田博     |      | 衆議院 自由民主党 （旧大野派） |                                                     | 再入閣              |
| 農林大臣                        | 赤城宗徳   |      | 衆議院 自由民主党 （川島派）   |                                                     | 再任                |
| 通商産業大臣                    | 桜内義雄   |      | 衆議院 自由民主党 （河野派）   |                                                     | 初入閣              |
| 運輸大臣                        | 松浦周太郎 |      | 衆議院 自由民主党 （三木派）   |                                                     | 再入閣              |
| 郵政大臣                        | 徳安実蔵   |      | 衆議院 自由民主党 （旧大野派） |                                                     | 再入閣              |
| 労働大臣                        | 石田博英   |      | 衆議院 自由民主党 （旧石橋派） |                                                     | 再入閣              |
| 建設大臣                        | 小山長規   |      | 衆議院 自由民主党 （池田派）   | 近畿圏整備長官 首都圏整備委員会委員長               | 初入閣              |
| 自治大臣 国家公安委員会委員長   | 吉武恵市   |      | 参議院 自由民主党 （佐藤派）   |                                                     | 再入閣              |
| 内閣官房長官                    | 鈴木善幸   |      | 衆議院 自由民主党 （池田派）   |                                                     | 再入閣              |
| 総理府総務長官                  | 臼井荘一   |      | 衆議院 自由民主党 （三木派）   |                                                     | 初入閣              |
| 行政管理庁長官 北海道開発庁長官 | 増原惠吉   |      | 参議院 自由民主党 （佐藤派）   |                                                     | 初入閣              |
| 防衛庁長官                      | 小泉純也   |      | 衆議院 自由民主党 （藤山派）   |                                                     | 初入閣              |
| 経済企画庁長官                  | 高橋衛     |      | 参議院 自由民主党 （池田派）   |                                                     | 初入閣              |

## 内閣官房副長官・総理府総務副長官・内閣法制局長官
- 内閣官房副長官（政務） - 斎藤邦吉：1964年（昭和39年）7月24日-
- 内閣官房副長官（事務） - 石岡実：1964年（昭和39年）7月28日-
- 総理府総務副長官 - 古屋亨
- 内閣法制局長官 - 林修三

## 政務次官
- 法務政務次官 - 大坪保雄
- 外務政務次官 - 永田亮一
- 大蔵政務次官 - 鍛冶良作、鍋島直紹（参）
- 文部政務次官 - 押谷富三
- 厚生政務次官 - 徳永正利（参）
- 農林政務次官 - 館林三喜男、谷口慶吉（参）
- 通商産業政務次官 - 岡崎英城、村上春蔵（参）
- 運輸政務次官 - 大久保武雄
- 郵政政務次官 - 服部安司
- 労働政務次官 - 始関伊平
- 建設政務次官 - 白浜仁吉
- 自治政務次官 - 高橋禎一
- 行政管理政務次官 - 山本杉（参）
- 北海道開発政務次官 - 大泉寛三
- 防衛政務次官 - 高橋清一郎
- 経済企画政務次官 - 伊東隆治
- 科学技術政務次官 - 纐纈弥三